# Фредрік Гоуп
«Фредрік Гоуп» (англ. Fredric Hope, 22 січня 1900, Новий Брайтон, Пенсільванія, США — 20 квітня 1937, Голлівуд, Каліфорнія, США) — американський артдиректор. Він виграв премію «Оскар» за найкращу роботу художника-постановника в 1934 році. Гоуп працював на кінокомпанію «Metro-Goldwyn-Mayer» в період з 1926 року до своєї передчасної смерті в 1937 році.

## Фільмографія
- 1937: Голлівудська вечірка / Hollywood Party
- 1937: Коли настане ніч / Night Must Fall
- 1937: Травневі дні / Maytime
- 1936: Дама з камеліями / Camille
- 1936: Ромео і Джульєтта / Romeo and Juliet
- 1936: Заклятий ворог / Sworn Enemy
- 1936: Жінка - це біда / Women Are Trouble
- 1936: Ми йдемо в коледж / We Went to College
- 1935: Повість про два міста / A Tale of Two Cities
- 1935: Анна Кареніна / Anna Karenina
- 1935: Ще не вечір / The Night Is Young
- 1934: Весела вдова / The Merry Widow
- 1934: Седі Мак-Кі / Sadie McKee
- 1934: Голлівудська вечірка / Hollywood Party
- 1934: [[[Розривна течія (фільм)|Розривна течія]] / Riptide
- 1934: Ця сторона небес / This Side of Heaven
- 1933: Леді повинні вести себе правильно / Should Ladies Behave
- 1933: Боксер та леді / The Prizefighter and the Lady
- 1933: Людина-пасьянс / The Solitaire Man
- 1933: Обід о восьмій / Dinner at Eight
- 1933: Інша мова / Another Language
- 1933: Повернення незнайомця / The Stranger's Return
- 1932: За стійкою / Over the Counter
- 1928: Дитяча шахта / Baby Mine
- 1927: На бульварі Зі / On Ze Boulevard
- 1927: Беккі / Becky
- 1926: Йде посміхаючись / Exit Smiling
- 1926: Плоть і диявол / Flesh and the Devil